# Jupilles

Jupilles este o comună în departamentul Sarthe, Franța. În 2009 avea o populație de 577 de locuitori.